# Hors jeu (film, 2006)
Pour les articles homonymes, voir Hors-jeu.
Pour plus de détails, voir Fiche technique et Distribution.
Hors jeu (en persan : آفساید) est un film iranien réalisé en persan par Jafar Panahi, et sorti en 2006.
Avec la révolution islamique de 1979, la loi iranienne interdit aux Iraniennes d'assister à des compétitions sportives dans les stades. Jafar Panahi, déjà opposé à cette loi — qui l'avait indirectement touché lorsque sa fille s'était vu refuser le droit d'assister à un match de football — veut dénoncer avec Hors jeu, les inégalités de traitement entre hommes et femmes.

## Synopsis
En Iran, de nombreuses filles aiment, tout comme les hommes, les compétitions sportives et notamment le football. Or la loi leur interdit d'assister aux matchs. Mais des supporters femmes refusent de s'incliner et d'obéir. Et c'est ainsi qu'on découvre une fille déguisée en garçon dans un bus rempli d'hommes venus pour soutenir un match de qualification pour la Coupe du monde de football 2006 entre l'Iran et Bahreïn, au stade Azadi à Téhéran. Malheureusement, elle et d'autres filles se font arrêter. Vont-elles réussir à voir le match avant la fin ?

## Fiche technique
Sauf indication contraire, les informations mentionnées dans cette section peuvent être confirmées par les bases de données cinématographiques IMDb et Allociné,  présentes dans la section « Liens externes ».
- Titre original persan : آفساید (Afsaid)
- Titre français : Hors jeu
- Titre anglais international : Offside
- Réalisation : Jafar Panahi
- Scénario : Jafar Panahi et Shadmehr Rastin
- Musique : Yuval Barazani et Korosh Bozorgpour
- Photographie : Rami Agami et Mahmoud Kalari
- Montage : Jafar Panahi
- Décors : Iraj Raminfar
- Production : Jafar Panahi
- Société de production : Jafar Panahi Film Productions
- Société de distribution : Ad Vitam Distribution (France) ; Sony Pictures (pays divers)
- Budget : 2 500 $
- Pays d'origine :  Iran
- Langue originale : persan
- Format : couleurs - DV - 1.85:1 - DTS / Dolby Digital
- Durée : 88 minutes
- Genre : comédie dramatique
- Dates de sortie :
  - Iran : 1er février 2006 (festival de Fajr)
  - Allemagne : 17 février 2006 (Berlinale) ; 29 juin 2006 (sortie nationale)
  - France : 4 juillet 2006 (festival de La Rochelle) ; 24 août 2006 (festival de Gindou) ; 6 décembre 2006 (sortie nationale)
  - Canada : 10 septembre 2006 (festival de Toronto)
  - Belgique : 10 janvier 2007

## Distribution
Sauf indication contraire, les informations mentionnées dans cette section peuvent être confirmées par les bases de données cinématographiques IMDb et Allociné,  présentes dans la section « Liens externes ».Tous les acteurs sont des amateurs.
- Sima Mobarak Shahi
- Safar Samandar
- Shayesteh Irani
- M. Kheyrabadi
- Ida Sadeghi
- Golnaz Farmani
- Mahnaz Zabihi

## Commentaires
Jafar Panahi, avec ce film, aborde la situation des femmes dans la société iranienne, et notamment l'interdiction pour elles d'assister à des rencontres sportives. Il a décidé de prendre des acteurs non professionnels pour accentuer le réalisme et pour que les spectateurs puissent mieux s'identifier aux comédiens. À propos des acteurs professionnels, Jafar Panahi explique : « Leur présence aurait introduit une notion de fausseté ».
Le film a été censuré en Iran parce qu'il montre des scènes qui pourraient encourager les femmes à manifester.

### Thème du film et situation en Iran
Hors jeu aborde le thème de la discrimination entre les femmes et les hommes, dans un pays, l'Iran, où le football est très apprécié tant par la gent féminine que masculine.
L'arrestation en 2014 de Ghoncheh Ghavami, une jeune femme anglo-iranienne, parce qu'elle avait manifesté contre l'interdiction faite aux femmes d'accéder à un match de volley-ball, et sa condamnation montrent que huit ans après sa sortie, ce film restait d'actualité, malgré les changements survenus au sein du pouvoir iranien.

## Distinctions
Sauf indication contraire, les informations mentionnées dans cette section peuvent être confirmées par la base de données cinématographiques IMDb,  présente dans la section « Liens externes ».

### Récompenses
- Berlinale 2006 : Ours d'argent pour le Grand prix du jury
- Festival de Gijón 2006 : prix spécial du jury jeune et prix de la meilleure actrice (partagé : Sima Mobarak-Shahi, Shayesteh Irani, Ayda Sadeqi, Golnaz Farmani et Mahnaz Zabihi)

### Nominations et sélections
- Berlinale 2006 : sélection officielle, en compétition pour l'Ours d'or
- Festival de Gijón 2006 : sélection officielle, en compétition pour le Grand Prix Asturias
- Asian Film Awards 2007 : nomination comme meilleur réalisateur (Jafar Panahi)